# Jacqueline Bertrand
Pour les articles homonymes, voir Bertrand.
Jacqueline Bertrand est une nageuse française née en 1929.
Elle est membre de l'équipe de France aux Jeux olympiques d'été de 1948.
Elle a été championne de France de natation sur 200 mètres brasse en 1947 et en 1948.